# 威廉·西蒙
威廉·爱德华·西蒙（英語：William Edward Simon，1927年11月27日—2000年6月3日），美国著名企业家、慈善家、政治家。曾担任美国财政部长、石油政策委员会主席、联邦能源办公室主任，被人称为理查德·尼克松的“石油沙皇”。